# Nook Tablet
Nook Tablet（ヌーク タブレット）とはバーンズ・アンド・ノーブルが販売しているタブレットコンピュータである。Nook Colorの後継機種としてタブレットや電子書籍リーダーに対抗するために発売された。
2011年11月7日に16GBバージョンが発表され、17日に249USドルで発売された。2012年2月21日には8GBバージョンが発売された。両バージョンとも7インチ (18 cm)ディスプレイ、32GBまで対応のmicroSDHC互換スロット、8GBもしくは16GBの内蔵ストレージ、1GHzデュアルコアプロセッサ搭載でFAT32ファイルシステムに対応する。16GBモデルは1GBのRAMに16GB eMMC ROMで11GBの記憶容量がある。8GBモデルは512MBのRAM、8GB eMMC ROM搭載である。

## デザイン
Fuseprojectのイヴ・ベアールが手がけたNook Colorのデザインがベースとなっている。Nook Colorのフレームは色はグレーで左下隅はめくったページのように角が取られており、織り目加工の背面は端末をより快適に持つために設計されている。

## 対応ファイルタイプ
- 電子書籍: EPUB （Adobe DRMやDRMフリー含む）、PDFファイル、CBZ files
- 他の文書: XLS、DOC、PPT、TXT、DOCM、XLSM、PPTM、PPSX、PPSM、DOCX、XLSX、PPTX
- オーディオ: MP3、MP4、AAC、AMR、WAV、Ogg （オーディオコーデック: MP3、AAC、AMR、LPCM、Vorbis）
- 画像: JPEG、GIF（アニメーションGIFは未対応）、PNG、BMP
- ビデオ MP4、Adobe Flashフォーマット、3GP（英語版）、3G2（英語版）、MKV、WebM （ビデオコーデック（英語版）: H.264、MPEG-4、H.263、VP8）

## 比較

### 16GBバージョン
16GBバージョンは2011年11月7日に発表され、17日に249USドルで発売された。内蔵ストレージ16GBのうち、13GBがコンテンツのために使用できて、1GBのみバーンズ・アンド・ノーブルのでないコンテンツをサイドロードするために使用出来る。2012年3月12日、バーンズ・アンド・ノーブルはNook Tablet16GBでサイドロードしたコンテンツを保存できる容量を増やすためにパーティションを変更できるようにすることを発表した。

### 8GBバージョン
2012年2月22日にバーンズ・アンド・ノーブルは8GBバージョンを発売した。16GBとの違いは512MBのRAMに8GBの内蔵ストレージが搭載されているが、内蔵ストレージのうち5GBがユーザーのデータを保存出来る容量で1GBはNOOK Storeのコンテンツのために押さえている。8GBバージョンはKindle Fireに対抗するために199USドルで販売されている。

## Nook Tabletの改造

### Root化
Liliputingのブラッド・リンダーが「隠しファイルや設定にアクセスできるようにすることでファイルシステムに深くアクセスしたり端末を劇的に変更させることが必要なアプリケーションを実行させることが可能になる。例えば、ユーザーがTitanium Backupのようなアプリで全てのアプリをバックアップしたり復活させることが出来る。」と述べたことにより開発者は端末をRoot化する意味を見出した。Liliputingなどいくつかのウェブサイトではソフトウェアの配布やRoot化を自身で行う方法を掲載している。

### 代替OS
バーンズ・アンド・ノーブルが提供するストックファームウェアに加えて、Nook TabletはフリーOS、サードパーティOS、CyanogenModのようなAndroid代替OSを動かすのも可能である。これらの代替ディストーションにはBluetooth、オーバークロック、正規のAndroidタブレットインターフェイス、Google PlayストアやAmazon Appstoreといった競合するストアへアクセスできるようにするなど特別な機能が含まれている。代替OSに差し替えるにはどちらか一方のemmcかマルチブートもできるmicroSDカード経由かで走らせることができる。カードがスロットに入っている場合、Nook TabletはSDカードに入っているOSで立ち上がる。そうでない場合はemmcからブートされる。
一方で、Nook Tabletに対応するほぼ全ての代替ファームウェアは無料でダウンロードできる上、外部のmicroSDカードか内蔵ストレージに容易にインストールするための案内もあり、プリインストールされたSDカードはフリーソフトウェアがリパッケージされた状態で売られている。